# Lizardit
Lizardit (IMA-Symbol Lz) ist ein eher selten vorkommendes Mineral aus der Mineralklasse der „Silikate und Germanate“. Er kristallisiert je nach struktureller Modifikation im monoklinen, trigonalen oder hexagonalen Kristallsystem mit der chemischen Zusammensetzung Mg6[(OH)8|Si4O10] und gehört als Mitglied der Serpentingruppe zu den Schichtsilikaten.
Lizardit findet sich meist in Form feinkörniger bis massiger Mineral-Aggregate, entwickelt aber auch tafelige bis pyramidale Kristalle mit wachsartigem Glanz auf den Oberflächen. Seine Farbe variiert zwischen durchscheinendem grün und hellgelb bis weiß.

## Etymologie und Geschichte
Erstmals entdeckt wurde Lizardit in den Serpentiniten am östlichen Kliff auf der Halbinsel Lizard in der englischen Grafschaft Cornwall und beschrieben 1956 durch E. J. W. Whittaker und J. Zussman, die das Mineral nach seiner Typlokalität benannten.

## Klassifikation
Bereits in der veralteten 8. Auflage der Mineralsystematik nach Strunz gehörte der Lizardit zur Mineralklasse der „Silikate und Germanate“ und dort zur Abteilung der „Schichtsilikate (Phyllosilikate)“, wo er zusammen mit Amesit, Antigorit, Berthierin, Chrysotil, Cronstedtit, Greenalith Karyopilit und Népouit sowie dem inzwischen als Varietät von Pennantit diskreditierte Grovesit die „Serpentin-Reihe (trioktaedrisch)“
Im zuletzt 2018 überarbeiteten und aktualisierten Lapis-Mineralienverzeichnis nach Stefan Weiß, das sich aus Rücksicht auf private Sammler und institutionelle Sammlungen noch nach dieser alten Form der Systematik von Karl Hugo Strunz richtet, erhielt das Mineral die System- und Mineral-Nr. VIII/H.27-20. In der „Lapis-Systematik“ entspricht dies ebenfalls der Abteilung „Schichtsilikate“, wo Lizardit zusammen mit Amesit, Antigorit, Berthierin, Brindleyit, Carlosturanit, Chrysotil, Cronstedtit, Dozyit, Fraipontit, Greenalith, Guidottiit, Karpinskit, Karyopilit, Kellyit, Népouit und Pecorait die „Serpentingruppe“ (VIII/H.27) bildet.
Die von der International Mineralogical Association (IMA) zuletzt 2009 aktualisierte 9. Auflage der Strunz’schen Mineralsystematik ordnet den Lizardit ebenfalls in die Abteilung der „Schichtsilikate (Phyllosilikate)“ ein. Diese ist allerdings unterteilt nach der Struktur der Schichten, so dass das Mineral entsprechend seinem Aufbau in der Unterabteilung „Schichtsilikate (Phyllosilikate) mit Kaolinitschichten, zusammengesetzt aus tetraedrischen oder oktaedrischen Netzen“ zu finden ist, wo es zusammen mit Amesit, Antigorit, Berthierin, Brindleyit, Chrysotil, Cronstedtit, Fraipontit, Greenalith, Karyopilit, Kellyit, Manandonit, Népouit und Pecorait die „Serpentingruppe“ mit der System-Nr. 9.ED.15 bildet.
Auch die vorwiegend im englischen Sprachraum gebräuchliche Systematik der Minerale nach Dana ordnet den Lizardit in die Abteilung der „Schichtsilikatminerale“ ein. Hier ist er zusammen mit Karyopilith, Népouit und Greenalith in der „Serpentingruppe (Lizardit-Untergruppe)“ mit der System-Nr. 71.01.02b innerhalb der Unterabteilung „Schichtsilikate: Schichten von sechsgliedrigen Ringen mit 1:1-Lagen“ zu finden.

## Kristallstruktur
Von Lizardit existieren fünf strukturelle Modifikationen:
| Kristallographische Daten für Lizardit         | Kristallographische Daten für Lizardit     | Kristallographische Daten für Lizardit | Kristallographische Daten für Lizardit | Kristallographische Daten für Lizardit | Kristallographische Daten für Lizardit | Kristallographische Daten für Lizardit |
| ---------------------------------------------- | ------------------------------------------ | -------------------------------------- | -------------------------------------- | -------------------------------------- | -------------------------------------- | -------------------------------------- |
| Name                                           | Lizardit-1M                                | Lizardit-1T                            | Lizardit-6T1                           | Lizardit-2H1                           | Lizardit-2H2                           |                                        |
| Kristallsystem                                 | monoklin                                   | trigonal                               | trigonal                               | hexagonal                              | hexagonal                              |                                        |
| Kristallklasse                                 | m                                          | 3m                                     | 3                                      | 6mm                                    | 6                                      |                                        |
| Raumgruppe                                     | Cm                                         | P31m                                   | P3                                     | P63cm                                  | P63                                    |                                        |
| Gitterkonstanten der Elementarzelle            | a = 5,31 Å b = 9,20 Å c = 7,31 Å β = 90,0° | a = 5,33 Å; c = 7,25 Å                 | a = 5,32 Å c = 43,61 Å                 | a = 5,32 Å c = 14,54 Å                 | a = 5,33 Å c = 14,37 Å                 |                                        |
| Zahl der Formeleinheiten in der Elementarzelle | 1                                          | 0,5                                    | 3                                      | 1                                      | 1                                      |                                        |

## Bildung und Fundorte

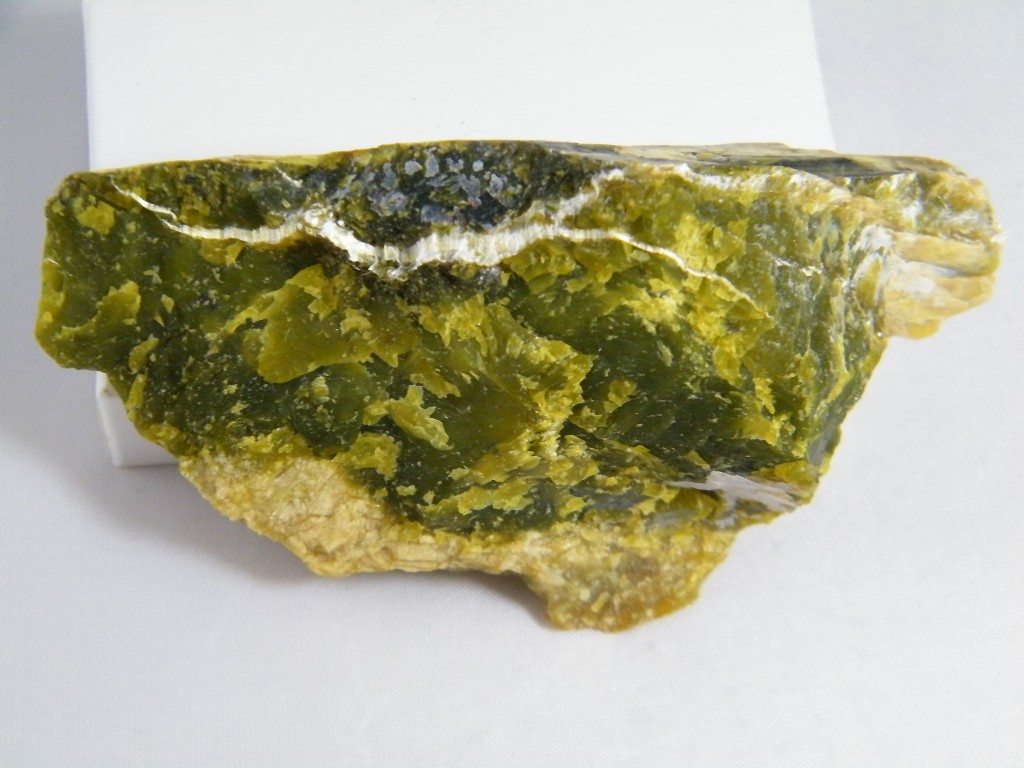
Lizardit (grün) mit Chrysotil-Ader (perlweiß) aus „Gordon's Kalksteinbruch“ bei Montville, Morris County (New Jersey), USA
(Größe ca. 8,89 × 5,08 × 5,08 cm)

Lizardit entsteht typischerweise durch retrograde, das heißt rückschreitende Metamorphose (Diaphthorese), als Umwandlungsprodukt aus Olivin, Orthopyroxen oder anderen ultramafischen magmatischen Gesteinen. Als Begleitminerale treten unter anderem Chrysotil, Brucit und Magnetit auf.
Als eher seltene Mineralbildung kann Lizardit an verschiedenen Fundorten zum Teil zwar reichlich vorhanden sein, insgesamt ist er aber wenig verbreitet. Weltweit sind bisher rund 400 Vorkommen dokumentiert. Neben seiner Typlokalität am östlichen Kliff auf der Halbinsel Lizard trat das Mineral im Vereinigten Königreich noch im „Coombe Farm“-Steinbruch bei Henbury nahe Bristol in England und am Loch Scye in den nordwestlichen Highlands von Schottland auf.
In Deutschland konnte Lizardit bisher am Steinbruch „Michelsberg“ am Katzenbuckel in Baden-Württemberg, an den Steinbrüchen Zeilberg bei Maroldsweisach und „Heß“ bei Wurlitz in Bayern, sowie am Vulkan Kalem bei Birresborn, Arensberg und Schellkopf bei Brenk in Rheinland-Pfalz gefunden werden.
In Österreich fand sich das Mineral in Gesteinsproben beim Aushub des Ehrentaler Bergtunnel bei Klagenfurt in Kärnten, im Marmorsteinbruch bei Kochholz (Dunkelsteinerwald) in Niederösterreich sowie am Brennkogel und am Totenkopf in den Hohen Tauern von Salzburg.
In der Schweiz wurde Lizardit bisher am Wolfgangpass, im Oberhalbsteintal und am Julierpass im Kanton Graubünden sowie am Geisspfad im Binntal im Kanton Wallis entdeckt.
Weitere Fundorte liegen unter anderem in Ägypten, Äthiopien, Argentinien, Australien, Brasilien, China, der Demokratischen Republik Kongo, der Dominikanischen Republik, Finnland, Frankreich, Griechenland, Indonesien, Israel, Italien, Jamaica, Japan, Kanada, Kuba, Marokko, Neuseeland, Norwegen, Oman, Polen, Rumänien, Russland, Schweden, Slowakei, Spanien, Südafrika, Trinidad and Tobago, Ungarn und den Vereinigten Staaten von Amerika (USA).
Auch in Gesteinsproben vom Mittelatlantischen Rücken, genauer am nordöstlichen Rand der „Markov-Tiefe“ innerhalb der „Sierra-Leone-Bruchzone“ (Sierra-Leone-Schwelle), konnte Lizardit nachgewiesen werden.